# Унгар, Томас
Томас Унгар (нем. Thomas Ungar; род. 16 мая 1931, Будапешт) — немецкий дирижёр и музыкальный педагог венгерского происхождения.
Учился в Будапеште, Милане и Вене. В 1953—1956 гг. дирижёр Симфонического оркестра венгерских профсоюзов. После событий 1956 года покинул Венгрию, в 1957—1959 гг. работал в Австрии с оркестром Philharmonia Hungarica.
В 1959—1962 гг. главный дирижёр Филармонического оркестра Южной Вестфалии, записал с ним фортепианные концерты Чайковского и Рахманинова (солист Клод Кан). Возглавлял Городской оркестр Ремшайда (1961—1966), генеральмузикдиректор Регенсбурга (1966—1969), в 1969—1973 гг. музыкальный руководитель Фрайбургского филармонического оркестра.
С 1973 г., продолжая выступать как приглашённый дирижёр с различными оркестрами в Европе и США, занял кафедру дирижирования в Штутгартской высшей школе музыки и театра и в значительной мере посвятил себя педагогической работе. Среди многочисленных учеников Унгара — Кристоф Адт, Этьенн Бардон, Маттиас Манази, Себастьян Тевинкель, Ахим Фидлер, Клаус Петер Хан, Михаэль Цильм и другие.